# Toxicity (album)
 For alternative betydninger, se Toxicity. (Se også artikler, som begynder med Toxicity)
Toxicity er det andet album fra det alternative metalband System of a Down. Det blev produceret af Rick Rubin, og blev indspillet i 2000 og udgivet den 4. September, 2001 af American Recordings. Det debuterede på førstepladsen på både den amerikanske og den canadiske hitliste. Albummet lå nummer et på den amerikanske albumhitliste samme tid som angrebene 11. september 2001. 
Toxicity modtog megen ros fra kritikere og kom på mange "best of" lister i slutningen af året (blev blandt andet kåret som årets album af SPIN Magazine), og fik en grammynominering for den første single Chop Suey!. Albummet har solgt mindst 12 millioner af eksemplarer på verdensplan.
Albummet udvidede System of a Down's spændvidde ved at beholde de kantede guitarriffs og hårde rytmer samtidig med nogle gange at tilsætte mere melodiske passager. 

## Numre
1. "Prison Song"  (Lyrik af: Tankian, Malakian; Musik af: Malakian)  – 3:21
2. "Needles"  (Lyrik af: Tankian, Malakian; Musik af: Tankian, Malakian)  – 3:13
3. "Deer Dance"  (Lyrik af: Tankian, Malakian; Musik af: Malakian)  – 2:55
4. "Jet Pilot"  (Lyrik af: Tankian; Musik af: Odadjian, Malakian)  – 2:06
5. "X"  (Lyrik af: Tankian; Musik af: Malakian)  – 1:58
6. "Chop Suey!"  (Lyrik af: Tankian, Malakian; Musik af: Malakian)  – 3:30
7. "Bounce"  (Lyrik af: Tankian; Musik af: Odadjian, Malakian)  – 1:54
8. "Forest"  (Lyrik af: Tankian; Musik af: Malakian)  – 4:00
9. "ATWA"  (Lyrik af: Tankian, Malakian; Musik af: Malakian)  – 2:56
10. "Science"  (Lyrik af: Tankian; Musik af: Malakian)  – 2:43
11. "Shimmy"  (Lyrik og Musik af: Tankian)  – 1:51
12. "Toxicity"  (Lyrik af: Tankian; Musik af: Malakian, Odadjian)  – 3:39
13. "Psycho"  (Lyrik af: Tankian, Malakian; Musik: Malakian)  – 3:45
14. "Aerials"  (Lyrik af: Tankian, Malakian; Musik af: Malakian)  – 6:11

"Aerials" slutter efter ca. 4 min. og bliver efterfulgt af et skjult nummer, "Der Voghormia" (bedre kendt som "Arto" siden det blev komponeret af Arto Tunçboyaciyan).

### Bonus CD (Limited Edition)
1. "Sugar" (Live) – 2:27
2. "War?" (Live) – 2:47
3. "Suite-Pee" (Live) – 2:59
4. "Know" (Live) – 3:03
5. "Johnny" (Lyrik af: Tankian, Dolmayan; Musik: Malakian)  – 2:09

## Personel
- Joe Chapman	 – 	Assistent Ingeniør
- Glen E. Friedman	 – 	Fotografi
- Darren Mad Hatter Mora	 – 	Ingeniør
- Rick Rubin	 – 	Klaver, Producer
- David Schiffman	 – 	Ingeniør
- Arto Tunçboyacıyan	 – 	Vokal
- Andy Wallace	 – 	Mixing
- Al Sanderson	 – 	Assistent Ingeniør
- Marc Mann	 – 	Dirigent, Stryger Arrangementer
- System of a Down	 – 	Koncept
- Daron Malakian	 – 	Guitar, Vokal, Producer
- Shavo Odadjian	 – 	Bas, Art Direction, Koncept, Cover Design
- Serj Tankian	 – 	Vokal, Producer, Strygerng Arrangementer
- Martyn Atkins	 – 	Fotografi
- Greg Collins	 – 	Ingeniør
- Brandy Flower	 – 	Albumkunst, Art Direction
- John Dolmayan	 – 	Trommer, fotografi
- Lindsay Chase	 – 	Produktions Koordination
- Ryan McCormick	 – 	Assistent Ingeniør

## Placering på hitlister

### Album
| År   | Hitliste          | Placering |
| ---- | ----------------- | --------- |
| 2001 | The Billboard 200 | 1         |

### Singler
| År   | Titel        | Hitlister              | Nr.    |
| ---- | ------------ | ---------------------- | ------ |
| 2001 | "Chop Suey!" | Modern Rock Tracks     | Nr. 7  |
| 2001 | "Toxicity"   | The Billboard 200      | Nr. 1  |
| 2002 | "Toxicity"   | Modern Rock Tracks     | Nr. 3  |
| 2002 | "Toxicity"   | Mainstream Rock Tracks | Nr. 10 |
| 2002 | "Chop Suey"  | The Billboard Hot 100  | Nr. 76 |
| 2002 | "Aerials"    | Mainstream Rock Tracks | Nr. 1  |
| 2002 | "Toxicity"   | The Billboard Hot 100  | Nr. 70 |
| 2002 | "Toxicity"   | The Billboard 200      | Nr. 1  |
| 2002 | "Aerials"    | The Billboard Hot 100  | Nr. 55 |
| 2002 | "Aerials"    | Modern Rock Tracks     | Nr. 1  |